# 国鉄モハ1形電車
モハ1形は、かつて日本国有鉄道（国鉄）およびその前身である鉄道省に在籍した、直流用電車（三等制御電動車）である。

## 概要
本形式は、1928年（昭和3年）10月1日に施行された、車両称号規程改正によって制定されたもので、105PS主電動機を装備した木造電車に対し付与されたものである。これに該当する電車は、旧デハ6340形およびデハ33500形計64両（1001 - 1064）であるが、規定改正時点で改造種車として工場に入場していた4両は、モハ1形としての仮番号（1065 - 1068）を付与されている。この中には、旧デハ33400形が1両含まれている。

旧デハ6340形のグループは、機器類が古かったため、廃車後私鉄に譲渡されたものは少なく、譲渡されたものも台枠以下の機器を再用して半鋼製の車体に載せ替えている。旧デハ33500形のグループは、約半数が私鉄（南武鉄道、鶴見臨港鉄道、三信鉄道）などに譲渡され、残ったものも、私鉄の買収によって省線となった線区（福塩線、可部線、飯田線など）で戦後まで使用された。また、戦前に私鉄に譲渡されたものの一部も、戦時買収によって、鉄道省に復帰している。
1935年（昭和10年）には、6両が私鉄買収線区である福塩線用に、直流600V対応および両運転台化改造を受けている。
最後まで国鉄に所属したのは、1953年（昭和28年）に廃車となった2両（1034, 1043）で、同年6月1日に施行された車両称号規程の改正により、書類上モハ2400形（2400, 2401）に改番されたが、現車の番号書換えは行われないまま、廃車となり、本形式は消滅した。
平成に入り、大井川鐡道大井川本線千頭駅で鉄道記念物として保存されていたモハ1035を、三信鉄道の後身の東海旅客鉄道（JR東海）が引き取って復元。古巣の飯田線を管轄した長野県箕輪町の伊那松島運輸区（旧・伊那電気鉄道松島工場）を経て、2011年（平成23年）からは愛知県名古屋市港区に開館したリニア・鉄道館に静態保存されている。

## 番号区分
- 1001 - 1025 : 旧デハ6340形（一部はデロハ6130形の再改造）
- 1026 - 1064 : 旧デハ33500形
- 1065 - 1067 - 旧デハ6340形（改造のため入場中につき、仮番号）
- 1068 : 旧デハ33400形（改造のため入場中につき、仮番号）